# Autheuil (Orne)
Autheuil is een plaats en voormalige gemeente in het Franse departement Orne in de regio Normandië en telt 127 inwoners (1999). De plaats maakt deel uit van het arrondissement Mortagne-au-Perche.

## Geschiedenis
Autheuil is op 1 januari 2016 gefuseerd met de gemeenten Bivilliers, Bresolettes, Bubertré, Champs, Lignerolles, La Poterie-au-Perche, Prépotin, Randonnai en Tourouvre tot de gemeente Tourouvre au Perche. 

## Geografie
De oppervlakte van Autheuil bedraagt 6,3 km², de bevolkingsdichtheid is 20,2 inwoners per km².
De onderstaande kaart toont de ligging van Autheuil (Orne) met de belangrijkste infrastructuur en aangrenzende gemeenten.

## Demografie
Onderstaande figuur toont het verloop van het inwonertal (bron: INSEE-tellingen).
Autheuil · Bivilliers · Bresolettes · Bubertré · Champs · Lignerolles · La Poterie-au-Perche · Prépotin · Randonnai · Tourouvre